# Вовчицький орнітологічний заказник
Вовчицький — орнітологічний заказник місцевого значення. Об'єкт розташований на території Маневицького району Волинської області, ДП «Маневицьке ЛГ», Вовчецьке лісництво кв. 5, вид. 21; кв. 20, 21, на захід від с. Вовчицьк.
Площа — 290 га, статус отриманий у 1993 році.
Охороняються сосновий ліс віком близько 90 років, де тарпляються рідкісні види птахів, занесені до Червоної книги України та міжнародних природоохоронних списків: глушець (Tetrao urogallus) та лелека чорний (Ciconia nigra).